# Turcmans de l'Iraq

Bandera ètnica dels turcmans

Bandera del Front Turcman de l'Iraq

Els turcmans de l'Iraq (en singular, turcman) són una ètnia que viu al nord de l'Iraq, principalment a la ciutat de Kirkuk (on fins a les darreres dècades eren la majoria de la població), i en altres ciutats del nord com ara Mossul i Arbil. Els turcmans anomenen els seus territoris Türkmeneli que significa ‘Terra dels Turcmans' (turkmen, ‘turcman'; eli = ‘terra’).
El seu nombre estimat varia espectacularment entre els 50.000 segons Ethnologue i els 2.000.000. La xifra actual se situa a l'entorn dels 500.000. Com els turcs de Turquia i els àzeris de l'Azerbaidjan, són descendents de pobles turquesos que emigraren de l'Àsia central en nombroses onades que començaren en els segles x i xi, tot i que hi ha referències a pobles turcs a la regió en èpoques anteriors. Ethnologue i Linguasphere classifiquen la seva llengua com una forma d'àzeri meridional. L'escriptura, tanmateix, és basada en el turc estandarditzat de Turquia.

## Situació política
La qüestió de Mossul va agitar les relacions entre Gran Bretanya i Turquia que volia incorporar el valiat on vivien la majoria dels turcmans, especialment a la regió de Kirkuk (per això es parla sovint dels turcmans kerkuk). Finalment el valiat fou adjudicat al regne de l'Iraq esdevingut independent el 1932; tot i que la constitució iraquiana de 1925 protegia els seus drets i que la Societat de Nacions va fer l'entrega amb salvaguarda dels drets dels turcmans, kurds i armenis, en endavant els turcmans van estar subjectes a discriminació; no podien optar als càrrec i oficis públics i no se'ls va reconèixer el dret a la llengua i cultura pròpia; les seves escoles foren tancades entre 1933 i 1937.
El 14 de juliol de 1958 la monarquia fou enderrocada per Abd al-Karim Qasim que va governar fins al 1963. El seu govern nacionalista va donar un cert paper als kurds però va mantenir la política discriminatòria contra els turcs, alguns dels quals foren arbitràriament detinguts i altres exiliats, i es van produir confiscacions i expulsions. El 14 de juliol de 1959 una manifestació a Kirkuk que celebrava el primer aniversari de la revolució, va acabar en tres dies de matances de turcmans a mans dels kurds, instigats pel govern; 30 turcmans almenys van morir i uns 100 van ser ferits. Els fets foren coneguts com la Massacre de Kirkuk de 1959. El 1960 es formava l'associació "Club de Germanor dels Turcmans" que pretenia cobrir les necessitats socials i culturals del poble turcman.
La situació no va variar gaire amb els governs que van succeir a Qasim. El 1967 va arribar al poder el partit Baas. De moment aquest govern va tractar justament als turcmans i el 24 de gener de 1970 els va concedir diversos drets culturals incloent educació en la seva llengua, programes de ràdio, i mitja hora de TV per cada dues hores en àrab. Però el 1971 la política va canviar i es va decidir l'assimilació de la zona de Kirkuk pel 1980; després del 1972 la llengua turcmana fou prohibida i més tard la constitució va incloure la prohibició d'escoles en turc i els medis en aquesta llengua foren eliminats. Durant els anys vuitanta es va arribar a prohibir l'ús públic de la llengua. El 1974 es va fer canvis administratius per assegurar la majoria àrab a les governacions. Després del 1975 van ser afectats per la mateixa política d'arabització que afectava a altres minories com els kurds i assiris. Aquesta política fou especialment brutal el 1977 i 1978 quan milers de kurds, turcmans i assiris de Kirkuk foren expulsats de la zona i substituïts per colons àrabs. Els nom de diverses poblacions, abans en kurd o turcman, foren canviats a l'àrab. Una part dels turcmans va perdre la seva llengua en un entorn àrab i foren progressivament assimilats; la seva organització tribal fou abandonada.
L'Exèrcit d'Alliberament Clandestí dels Turcmans fou el primer grup militant dels turcmans; després de les seves primeres accions i comunicats el 1978 el règim va començar la repressió i el 1979 alguns dirigents del Club de Germanor foren detinguts i l'any següent executats. El 1981 es va fundar l'Organització Nacional Democràtica Turcman Iraquiana, la primera gran organització unitària dels turcmans, que formà part del Front Nacional Democràtic creat per l'oposició i va establir la seva primera base militar a Sinat, al nord de l'Iraq el mateix 1981, i una segona a la regió de Navzang el 1982. El 1983 en una reunió de les organitzacions opositores iraquianes, els drets dels turcmans foren reconeguts. El 1985 el canvi de conjuntura política va fer que l'Organització Nacional Democràtica Turcman Iraquiana es dissolgués. Tres anys després es va formar el Partit Nacional Turcman Iraquià que no va revelar la seva existència de moment fins que es va donar a conèixer el 1991 durant la guerra de Kuwait, quan van col·laborar amb els aliats. Després de la guerra, en establir-se una zona lliure al Kurdistan Iraquià, el partit s'hi va instal·lar, i va fundar una emissora de ràdio i va impulsar premsa turcmana i algunes escoles; també va establir una milícia de 350 homes turcmans.
El seu èxit va provocar el sorgiment de diverses organitzacions dels turcmans; l'octubre de 1994 aquestes organitzacions van iniciar contactes per un front comú. El 24 d'abril de 1995 es va fundar a Irbil el Front Turcman Iraquià que va agrupar a sis partits d'ètnia turcmana que va tenir el suport de Turquia. Estava format per:
- Partit Nacional Turcman Iraquià
- Partit Provincial Turcman
- Moviment Turcman d'Independents
- Partit dels Drets dels Turcmans Iraquians
- Moviment Islàmic Turcman

El 31 d'agost de 1996 un atac iraquià a Irbil va destruir les seus dels partits turcmans i com a conseqüència va seguir un període de certa desorganització fins al 5 de febrer de 1997 quan els partits van signar una nova declaració d'unitat que va donar pas a un congrés nacional turcman que es va celebrar a Arbil del 4 al 7 d'octubre de 1997 amb presència de les organitzacions de l'interior i d'altres de turcmans procedents de l'estranger.
El febrer del 2001 el Front Turcman Iraquià va passar a ser dirigit per San'an Ahmad Agha i aleshores estava format per:
- Partit Nacional Turcman Iraquià
- Moviment Turcman d'Independents
- Club de Germanor Turcman
- Partit de Turkmeneli
- Associació Cultural i de Solidaritat dels Turcmans Iraquians
- Fundació de Cooperació i Cultura de Turkmeneli

Sota patronatge kurd es va formar llavors, el 6 de novembre del 2002, una coalició amb altres partits turcmans partidaris de cooperar amb els kurds en una autonomia dins dels Kurdistan, anomenada l'Associació Nacional Turcmana. El formaven les següents entitats:
- Partit d'Alliberament Nacional Turcman
- Associació Cultural Turcman
- Partit de la Germanor dels Turcmans
- Partit de la Unió dels Turcmans Iraquians
- Partit Democràtic dels Turcmans del Kurdistan

Des de la caiguda de Saddam Hussein el 2003, els turcmans i els kurds es van enfrontar per Kirkuk on els turcmans voldrien una autonomia turcmana i que els kurds voldrien fer la capital del seu estat. A partir del 2003 i des de la constitució del 2005 el Front va passar a actuar a tot l'Iraq i es va decantar cap a una autonomia dels turcmans a Kirkuk fora de la regió kurda; mentre l'Associació és favorable a la unió de Kirkuk al Kurdistan amb la mateixa autonomia pels turcmans. El Front va tenir problemes interns el 2004 però el 2005 es va recuperar i els nous Partit Turcman de la Justícia i Partit Islàmic Turcman van ingressar al Front de cara a les eleccions del desembre del 2005 i passades aquestes el Partit de la Decisió, que s'havia separat del front i va concórrer a les llistes del Congrés Nacional Iraquià, també va reingressar.
Segons el Zaman Daily Newspaper, deu turcmans foren elegits a les eleccions constituents de l'Assemblea Nacional de l'Iraq el gener de 2005, inclosos 5 a la llista Aliança Unida Iraquiana, 3 del Front Turcman de l'Iraq (ITF), i 2 (o 4) a la llista de l'Aliança Democràtica Patriòtica del Kurdistan. A les eleccions legislatives de l'Iraq del desembre de 2005, uns 5 (o 7) candidats turcmans foren escollits al Consell de Representants, segons el Front Turcman Iraquià (ITF/FTI) Això inclou un candidat de l'ITF (el seu líder Sadettin Ergec), i potser 2 o 4 candidats de l'Aliança Unida Iraquiana (xiïta), un del Front de l'Acord Iraquià (sunnita), i un a la llista de l'aliança kurda. A l'elecció regional al Kurdistan del gener del 2005 els partits turcmans van concórrer en la llista unida kurda (i van obtenir 4 escons).
El 2006 el president de l'Iraq, el kurd Jalal Talabani, va prometre una autonomia dels turcmans dins el Kurdistan a les zones on fossin majoria, en el marc de la nova constitució regional ." però aquesta promesa mai s'ha concretat i la política kurda cap a les minories no és la que caldria esperar d'un poble que ha patit injustícia tant de temps. Això ha originat problemes interètnics
El 2008 hi va haver una dispersió dels turcmans per problemes interns. El Front va passar a ser un partir polític unificat. El Partit Turcman Islàmic es va aliar a la coalició de l'Estat de la Llei del primer ministre iraquià Nuri al-Maliki. El Front es va aliar amb la Coalició Iraquiana (Iraqoyun). El Partit de Turkmeneli, el Moviment Xiïta Turcman i Fawzi Akram a títol personal es van unir al bloc de Sadr de l'Aliança Nacional dirigit per Amar al-Hakim, i el Partit Turcman de la Justícia es va aliar al Front Tawafuq.
A l'elecció regional del 25 de juliol del 2009 l'Associació es va aliar a dissidents del Front Turcman Iraquià que el 15 de gener del 2004 havien format el Moviment Democràtic Turcman que va aconseguir 3 escons, mentre un altre escó anava a la Llista de la Reforma dels Turcmans Iraquians (Front Turcman Iraquià i alguns petits partits).
A les eleccions iraquianes del març del 2010 el Front Turcman, aparentment desacreditat per la seva supeditació als interessos turcs, va perdre dos dels tres diputats.

## Partits polítics turcmans
- Partit d'Alliberament Nacional Turcman
- Associació Cultural Turcman
- Associació de la Defensa Nacional
- Associació Nacional dels Turcmans
- Club de Germanor Turcman
- Club de Joves Lliures dels Turcs Iraquians (Irak Türkleri Hürriyetçi Gençlik Ocagi), clandestí, anys setanta
- Consell de Partits Turcmans
- Partit de la Decisió dels Turcmans
- Partit Democràtic dels Turcmans del Kurdistan
- Front Turcman Iraquià
- Partit de la Germanor dels Turcmans
- Partit Islàmic Turcman
- Partit de la Justícia i l'Alliberament, partit religiós islamista
- Lliga de Senyors i Tribus dels Turcmans Iraquians dirigit per Abd Al-Hammed Al-Bayati (va participar en les eleccions del 2005)
- Moviment Democràtic Turcman (o Moviment Democràtic Turcman al Kurdistan
- Moviment Islàmic Turcman
- Moviment de la Lleialtat Turcman, dirigit per Feryad Omar (va participar en les eleccions del 2005)
- Moviment Nacional Turcman
- Moviment Popular Democràtic Turcman
- Moviment Progressista Turcman
- Moviment Reformista Turcman a la Regió del Kurdistan (Bzutnewey Chaksazi Turkoman le Heremi Kurdistan, dirigit per Abdalqadir Bazirgan
- Moviment Turcman d'Independents
- Partit Nacional Turcman Iraquià
- Organització Democràtica i Popular dels Turcmans
- Organització Nacional Democràtica Turcman Iraquiana
- Partit Popular Turcman
- Reunió de Turcmans Independents (Al-Tajammu al-Turkomani al-mustaqil) de Sayfaddin Damirchi, opera amb llicència al Kurdistan Iraquià
- Partit de Salvació Nacional Turcman (Parti Rizgari Nataway Turkoman) de Sherzan Uzer Aghali, opera amb llicència al Kurdistan Iraquià
- Partit Turcman Iraquià de la Justícia
- Partit Turcman Wafa, partit religiós islamista
- Partit de Turkmeneli
- Unió Islàmica Turcman
- Partit de la Unió dels Turcmans Iraquians
- Partit de la Unitat i la Germanor
- Unitat de Bons Estudiants

## Llistes electorals
A les eleccions del gener de 2005 al Kurdistan no hi van haver llistes separades i els partits kurds i turcmans van anar en una llista unitaria. A les eleccions iraquianes del mateix gener del 2005 es van presentar tres partits o grups turcmans, i turcmans individuals i partits dins altres llistes:
- Front Turcman Iraquià, que va obtenir 93.480 vots (1,11%) i tres escons, dirigit per Faruk Abdullah Abdurrahman
- Moviment Nacional Turcman, que va obtenir 3.450 vots (0,04%) i cap escó, dirigit per Husam Al-Deen Ali
- Partit de la Germanor dels Turcmans, que va obtenir 1.591 vots (0,02%) i cap escó.

El desembre del 2005 només va presentar llista pròpia el Front Turcman Iraquià que va obtenir 87.993 (0,7%) i com que la participació havia pujat va obtenir només 1 escó
A les eleccions del 25 de juliol de 2009 al Kurdistan Iraquià va concórrer quatre llistes, però dues eren les principals: la del Moviment Democràtic Turcman que incloïa a l'Associació Nacional dels Turcmans i era favorable al govern regional i a la integració de Kirkuk a la regió kurda; i la llista de la Reforma dels Turcmans Iraquians, amb el Front Turcman Iraquià proturc (tot i que en ser eleccions kurdes es presentava com oposat a la influència turca). Els resultats foren:
- Moviment Democràtic Turcman, 18.464 vots (0,99%) i 3 escons (el 2005 dins la llista de l'Aliança Democràtica i Patriòtica del Kurdistan aquestos partits van obtenir 4 escons).
- Llista de la Reforma dels Turcmans Iraquians, 7.077 vots (0,38%) i un escó
- Llista de Turcmans d'Erbil, 3.906 vots (0,21%), 1 escó
- Llista de Turcmans Independents, 373 vots (0,02%) i cap escó.

Al març del 2010 no hi va haver llistes turcmanes però el Front Turcman Iraquià, tot i que afectat per la crisi interna i per la seva impopular supeditació a Turquia, va aconseguir un bon resultat dins la llista del Moviment Nacional Iraquià de l'ex-primer ministre Ayad Allawi i li van correspondre tres escons.